# Eugénie-Émilie Juliette Folville
Eugénie-Émilie Juliette Folville, née le 5 janvier 1870 à Liège et morte le 28 octobre 1946 à Dourgne en France, est une violoniste, pianiste, pédagogue, cheffe d'orchestre et compositrice belge.

## Biographie
Eugénie-Émilie Juliette Folville naît à Liège le 5 janvier 1870. Elle commence à étudier la musique avec son père, avocat et musicien amateur. Elle étudie le violon avec Charles Malherbe, Ovide Musin et César Thomson et fait ses débuts à Liège en 1879. Elle fait une carrière réussie sur scène et commence à enseigner le piano en 1897 au conservatoire de Liège.
Juliette Folville décède le 28 octobre 1946 à Dourgne en France dans le département du Tarn. Elle est enterrée à Dourgne dans la tombe de la famille Montagné Brocard.

## Œuvres
Folville a composé de la musique de scène pour le théâtre, de la musique pour orchestre, pour instruments seuls et pour des ensembles de chambre, ainsi que de la musique chorale et vocale.

### Œuvres pour orchestre
- Scènes champêtres. 1re Suite d'orchestre, op. 9 (1885) : Aux Champs, Dans la montagne, Rêverie, Fête de village[4]
- Scènes de la mer. 2e Suite d'orchestre, op. 14 (1886) : Chanson du pêcheur, Nuit étoilée, Mer phosphorescente, Flots agités, Adieux à l'océan[5]
- Scènes d'hiver. 3e Suite d'orchestre, op. 17 (1887) : Ballade, La neige, Noël, Carnaval[6]
- Concerto pour violon en sol mineur, op. 20 (1888)[7]
- Concerto pour piano en ré mineur (1902-1903)[8]
- Concerstück pour violoncelle et orchestre (1905)
- Impressions d'Ardenne, suite orchestrale (1910)
- Triptyque pour violon et orchestre, ou piano (ca. 1935)

### Œuvres pour piano et musique de chambre
- Souvenir de Mozart. 1re Sonatine (op. 7, 1881) et 2e Sonatine (op. 11, 1882)
- Berceuse pour violon et piano, op. 24 (1890)
- En Ardenne. Esquisses pour piano (ca. 1910)[8]
- 1er Quatuor pour piano, op. 9 (1885)
- Berceuse pour violoncelle avec accompagnement de quatuor [s.d.]
- Poème pour violoncelle et piano, ou orchestre (ca.1908-1909)
- Mazurka pour violon et piano [1910]
- Communion pour orgue[9]

### Œuvres chorales et vocales
- Chants printaniers (1883-84)
- Atala. Drame lyrique en deux actes (1891), livret de Paul Collin. Création au Grand Théâtre de Lille le 3 mars 1892.
- Ewa. Légende Norwégienne, cantate pour soli, chœurs et accompagnement d'orchestre (ca. 1889), poème de Paul Collin.
- Noce au Village, cantate, op. 13 (1886), sur une poésie de Paul Collin.
- Jean de Chimay. Drame lyrique en quatre actes, livret d'Alfred Billet, inachevé.